# Дом под жарким солнцем
«Дом под жарким солнцем» — советский фильм 1977 года, снятый на киностудии «Узбекфильм», дебютная работа режиссёров Зиновия Ройзмана и Георгия Бзарова, снятая под руководством Равиля Батырова. Лауреат Всесоюзного кинофестиваля, фильм посмотрели 2,6 млн зрителей.

## Сюжет
Вступающий во взрослую жизнь молодой парень Эркин работает на стройке, он любит свою работу, не терпит халтуры, принципиален — в бригаде его уважают, он в свои двадцать с небольшим лет авторитет и кумир всей стройки. Он влюбляется в девушку Назиру, продавщицу, которая немного его старше. Девушка отвечает взаимностью. Но Назира была замужем и у неё есть дочь, и она сильно переживает как к этому отнесётся Эркин. Эркин узнав об этом ведёт себя нерешительно: и не в традициях дело, и не в его родителях (которые не против брака), а именно в нём, его характере — бескомпромиссном и осторожном. Влюблённые ссорятся, и Назира решает порвать с ним. Эркин тяжело переживает. Одновременно у него возникают проблемы на стройке — из-за поставляемых плохих материалов бригада отказывается работать, что приводит к открытому конфликту Эркина с начальством… События этих нескольких дней изменят Эркина, серьёзные вопросы заставляют его задуматься и понять, что нужно серьёзно брать ответственность за свои слова и поступки.

Надира — скромная продавщица, минимум слов, только глаза. К тому же она старше меня на целых четыре года, ей 25, она уже побывала замужем, у неё ребёнок. Надира — человек замкнутый, глубоко переживающий и своё счастье и своё горе. Она презирает предрассудки и вместе с тем боится, что эти устаревшие взгляды на взаимоотношения между людьми разделяет ее любимый Эркин.— исполнительница роли Надиры актриса Дилором Камбарова

## В ролях
- Назим Туляходжаев — Эркин
- Дилором Камбарова — Назира
- Анвара Алимова — мать Эркина
- Сайрам Исаева — Зайнаб
- Тамара Ганиева — Ойдин
- Бадри Усанеташвили — Тимур
- Фатима Реджаметова — Рано
- Шавкат Газиев — Саидов, начальник участка
- Сергей Плотников — Кузьмич
- Отабек Ганиев — Сали
- Рустам Уразаев — Улугбек
- Татьяна Митрушина — Люся

В эпизодах: Хабиб Нариманов, Саиб Ходжаев, Ульмас Алиходжаев, Лола Бадалова, Таттыбюбю Турсунбаева, Лутфулла Сагдуллаев, Тамара Машеева, Абдужалил Бурибаев, Александр Горелик и др.

## Песни и музыка из фильма
- «День Рождения» — песня; музыка — Румиль Вильданов, стихи — Александр Файнберг, исполняет — Фаррух Закиров.
- «Минарет» — мелодия; композитор Румиль Вильданов.

В 1979 году песня и мелодия из фильма вышли на грампластинке «Музыка И Песни Из Кинофильмов „Дом Под Жарким Солнцем“ / „Пятое Время Года“» фирмы «Мелодия» (Г62—07245-46).

## Награды
- XXI-й Всесоюзный кинофестиваль, Ереван, 1978: первый приз за лучшее исполнение женской роли Дилором Камбаровой, приз за лучшую музыку Румилью Вильданову.[3]